# Prágai Nemzeti Galéria
A Prágai Nemzeti Galéria (Národní galerie v Praze) alapja a Sternberg-gyűjtemény volt: Franz Josef Sternberg 1796-ban alapította meg a cseh hazafiak művészetpártoló társaságát. A társaság központja is a Sternberg-palotában volt. A gyűjtemény első darabjait magánemberek adták össze. Nem sokkal a második világháború előtt a gyűjteményt államosították; ebből lett a Nemzeti Galéria. A fő kiállítóhely továbbra is a Sternberg-palota maradt, de ahogy a gyűjtemény gyarapodott, egyre újabb épületekbe költöztették ki annak egyes részeit. A galéria nemcsak a cseh képzőművészet reprezentáns alkotásait mutatja be Prágában, hanem a világ többi részén készült műalkotásokat is – európai mesterek világhírű alkotásai mellett egy kisebb ikongyűjteményt és néhány ókori művet, sőt, a kínai művészetből is ad ízelítőt.

## Kiállítóhelyek és látogathatóságuk
- A határon túli művészek 1800 előtti alkotásait és a cseh barokk mestereinek számos munkáját a vártól nem messze, a Hradzsin téren (Hradčanské náměsti 15.) álló Sternberg-palotában tekinthetjük meg (nyitva: 10:00–18:00; az utolsó vezetés 17:00-kor indul).
- Csehország középkori művészetéről a Szent Ágnes-kolostorban (U Milosrdných 17.) kaphatunk képet (nyitva kedd–vasárnap: 10:00–18:00; az utolsó vezetés 17:00-kor indul).
- Csehország 16–18. századi művészetéből a Szent György-kolostorban (Vár, Jiřské náměsti 33.) kapunk ízelítőt – nyitva kedd–vasárnap 10:00–18:00,
- A 19–20. századi cseh és külföldi művészettel a Vásárcsarnokban (Veletržní Palác, Dukelských hrdinů 47.) ismerkedhetünk meg (nyitva kedd–vasárnap 10:00–18:00; belépés 17:30-ig).[1]
- a Troja kastély festői környezetében képeket, szobrokat, nyomatokat gyűjtöttek össze.

Nyitva:
- április–október: kedd–vasárnap 10:00–18:00;
- november–március: szombat, vasárnap 10:00–17:00.

## A Sternberg-palota kiállításai
1. Ikonok és antik művészet (az 1. emelet egy kis szobájában)
1. Német és osztrák művészet 1400–1800. Egyebek között:

- Albrecht Dürer: Rózsafüzér;
- id. Lucas Cranach: Ádám és Éva;
- Hans Holbein

2. Itáliai művészet 1300–1800. Egyebek között:
- Pietro Lorenzetti (14. század);
- Lorenzo Monaco: Krisztus siratása;
- Tintoretto: Szent Jeromos;
- Jacopo Bassano: Krisztus megkorbácsolása, Egy idős férfi arcképe;
- Agnolo Bronzino: Toledói Eleonóra

3. Flamand és holland művészet 1400–1800. Egyebek között:
- id. Pieter Brueghel: Szénakaszálás;
- Rubens: Szent Tamás halála
- Rembrandt: A tudós szobája (Rabbinus);
- Frans Hals: Jasper Schade portréja

4. Spanyol, francia és angol művészet 1400–1800. Egyebek között:
- Simon Vouet: Lukrécia öngyilkossága;
- El Greco: Krisztus képmása;
- Goya: Don Miguel de Lardizábal

5. Kínai kabinet
A gazdagon díszített kis szobát még a kastély eredeti tulajdonosai rendezték be, megteremtve a barokk díszítések és távol-keleti tárgyak sajátos harmóniáját. A mennyezet boltívében a Sternberg család jelképe, a csillag látható. A fekete lakk falakat aranyszegélyű kék és fehér medalionok díszítik. Az aranyozott polcokon valaha ritka keleti porcelánok álltak. A szobát hosszú évekig restaurálták, de ismét látogatható.

## A Szent Ágnes-kolostor kiállítása
A helyreállított épületegyüttes (U Milosrdných 17.) földszinti és emeleti termeiben a középkor (14-15. század) cseh és közép-európai képzőművészetét mutatják be: a hely szellemének megfelelően főleg oltárképeket és templomi szobrokat. A kiállítást 1996-ban, a kolostor helyreállítása után költöztették ide a Sternberg-palotából.
Nyitva kedd–vasárnap: 10:00–18:00 (az utolsó vezetés 17:00-kor indul)

## A Szent György-kolostor kiállítása
Az azonos nevű székesegyház mögött álló kolostorban a cseh barokk képzőművészet gyűjteményét rendezték be (korábban a Sternberg-palotában volt egy ilyen jellegű, lényegesen kisebb kiállítás). Különösen figyelemre méltóak Karel Škréta, Petr Brandl, Václav Vavřinec Reiner és a szobrász Matyáš Bernard Braun alkotásai.

## A Vásárcsarnok kiállítása
A modern és kortárs művészeti kiállítást 1995-ben nyitották meg az átalakított épületben. A modern cseh művészet valamennyi számottevő alkotója mellett alapos keresztmetszetet kaphatunk a 19. századi francia festészetről, az impresszionisták és a posztimresszionisták munkásságáról, megtekinthetjük Edvard Munch, Gustav Klimt, Pablo Picasso és Joan Miró számos alkotását.

## A Troja-kastély kiállítása
A Troja-kastélyban a 19. század képzőművészetéről kaphatunk képet egy színvonalas kiállításon. Figyelemreméltóak a kastély eredeti, a 17-18. század fordulóján készített freskói és szobrai is.